# Hexatoma albitarsis
Hexatoma albitarsis är en tvåvingeart som först beskrevs av Osten Sacken 1869.  Hexatoma albitarsis ingår i släktet Hexatoma och familjen småharkrankar. Inga underarter finns listade i Catalogue of Life.